# کاهش وزن
کاهش وزن در پزشکی، بهداشت و تناسب اندام، به صورت کاهش حجم بدن تعریف می‌شود. کاهش وزن می‌تواند ناشی از بیماری باشد یا اینکه در ادامه چاقی یا اضافه وزن صورت پذیرد. کاهش وزن ناخودآگاه (نزاری) دلایل مختلفی می‌تواند داشته باشد، از جمله گرسنگی، سرطان، بیماری‌های گوارشی، بیماری‌های کلیوی، بیماری‌های عصبی (مانند زوال عقل)، ایدز تنیدگی و در بعضی از افراد می‌تواند عوارض جانبی استفاده از دارو باشد. کاهش وزن ممکن است به صورت عمدی و با هدف تناسب اندام صورت پذیرد. همچنین کاهش وزن کنترل شده می‌توان خطر بیماری‌هایی مانند دیابت، بیماری‌های قلبی فشار خون بالا ورم مفاصل یا بعضی از سرطان‌ها را کاهش دهد.
روش لیپوماتیک به افراد چاق یا دارای اضافه وزن بالا به هیچ وجه توصیه نمی‌شود، و معمولاً برای افرادی که دارای چربی‌های موضعی در نواحی مختلف بدنشان مانند شکم، پهلو، بازو، ران و .. دارند، توصیه می‌شود.

## تمرینات هوازیبرای شکم و پهلو
اگر سلول‌های ماهیچه ای بدن اکسیژن مورد نیاز برای تجزیه کامل گلوکز و انجام فعالیت فیزیکی و تمرین ورزشی را داشته باشند و هیچ گونه تخمیر در سلول‌های بدن اتفاق نیفتد تمرین هوازی انجام شده است. اگر تمرین‌های سنگین انجام شود اکسیژن به مرور کم شده و به همه سلول‌ها نمی‌رسید در نتیجه ماهیچه با کمبود اکسیژن روبرو می‌شود که در این حالت تجزیه گلوکز به صورت بی هوازی انجام می‌گیرد و لاکتیک اسید پدید آمده و در ماهیچه رسوب می‌کند و سبب درد و گرفتگی عضلات می‌شود. با تجزیه شدن تدریجی آن درد ماهیچه کمتر می‌شود. جالب است که بیشتر خانم‌های چاق، دارای چاقی گلابی شکل و بیش تر آقای چاق دارای چاقی سیب شکل هستند؛ آقایان چربی را در بالاتنه ذخیره می‌کنند و خانم‌ها در باسن معمولاً شکم و پهلو. به همین دلیل خانم‌ها در جستجوی روش‌هایی برای از بین بردن چربی‌های شکم و پهلو هستند. این چربی‌ها به خاطر این بوجود آمده است که خانم‌ها را در دوران بارداری و حفاظت از جنین کمک کند و از صدمه رسیدن به جنین جلوگیری کند.
تمرینات هوازی برای سوزاندن چربی‌های اضافی شکم و پهلو:
پیاده‌روی شدید آسان‌ترین راه برای این نوع از تمرینات است، این ورزش راحت و ساده «روزانه ۲۰ تا ۳۰ دقیقه» برای حفظ و ارتقای سلامتی نیاز است. شما در این ورزش با سوزاندن چربی‌های شکم و پهلو می‌توانید به تناسب اندام برسید. اما باید شدت پیاده‌روی به اندازه ای بالا باشد که ضربان قلب شما را بالا برده و سبب عرق کردن شما و از دست دادن آب از سطح بدن شود. راه رفتن در آب بصورتی ک کف پاهایتان به استخر برخورد نکند از دیگر تمارین هوازی است. تمرینات هوازی دیگر عبارت اند از، دراز و نشست شدید، پروانه، بارپی و اسکات که یکی از مهم‌ترین این ورزش هاست و… در کنار تمرینات هوازی برای آب کردن چربی‌های ناحیه باسن شکم و پهلو شما می‌توانید از رژیم‌های غذایی کاهش وزن نیز کمک بگیرید تا سریع تر به هدف خود برسید.

## ژریم عذایی برای کاهش وزن
غذاهایی که پروتئین و فیبر را به میزان مناسب تهیه می‌کنند و به طور ویژه برای مدیریت وزن مناسب هستند. در نتیجه از مزایای تغذیه سالم می‌توان به مدیریت و کنترل وزن اشاره کرد. اگر مایل به تغییر رژیم غذایی خود برای لاغر شدن و کاهش وزن هستید، بهتر است ابتدا با متخصص تغذیه مشورت کنید.